# Zgład
Zgład metalograficzny – pobrana skośnie lub podłużnie i odpowiednio przygotowana próbka wykorzystywana do badań mikroskopowych lub makroskopowych. 
Badania makroskopowe dostarczają informacji o cechach materiału. Natomiast o jego właściwościach w znaczącym stopniu decyduje jego mikrostruktura, na podstawie której możliwe jest oszacowanie właściwości mechanicznych badanego przedmiotu. W przypadku badań mikroskopowych, próbki wymagają odpowiedniego przygotowania. Znaczącym jest fakt, że przygotowanie zgładów metalograficznych związane jest z wycięciem próbki, przez co badania należą do metod badań niszczących. W przypadku, gdy zniszczenie materiału jest niepożądane wykonuje się replikę i obserwuje się ją pod mikroskopem. W celu wykonania repliki miejsce, którego mikrostrukturę chcemy zbadać szlifuje się i poleruje ręcznie. Następnie z tak przygotowanej powierzchni zdejmuje się replikę, której obserwacja pod mikroskopem pozwala na ocenę mikrostruktury.
Przygotowanie próbek ma wpływ na wyniki otrzymane w badaniach metalograficznych. Błędy popełnione na etapie przygotowania zgładów mogą w istotny sposób wpływać na prawidłowość otrzymanych wyników. Cykl przygotowania próbek zależny jest od materiału przeznaczonego do badań oraz badań które będą na danym elemencie wykonywane. Należy to wykonywać ostrożnie, ponieważ nacisk (zwłaszcza w przypadku metali o małej twardości) bo może to odkształcić próbkę. Ten problem nie istnieje w przypadku polerowania elektrolitycznego. Jednak dobranie odpowiednich parametrów (napięcie, gęstość prądu, itd.) wymaga wielu prób, dlatego ta metoda jest najbardziej opłacalna przy badaniu wielu próbek o podobnym składzie chemicznym i strukturze.
W cyklu przygotowań wyróżnia się:
- wycinanie,
- inkludowanie (wykonywane zależnie od właściwości próbki),
- szlifowanie,
- polerowanie,
- trawienie (wykonywane zależnie od celu badań).

## Sposób pobierania próbek
Sposób pobierania próbek zależny jest od rodzaju materiału, który będzie podlegał badaniu. Wyróżnia się:
- odlew,

- półwyrób hutniczy,

- wyrób obrobiony plastycznie,

- przedmiot obrobiony cieplnie.

W przypadku odlewu należy pobrać próbki z miejsc o różnym przekroju, ponieważ mikrostruktura w odlewie może się zmieniać w zależności od szybkości stygnięcia. Przy badaniu półproduktów korzysta się z norm precyzujących sposoby pobierania próbek do badań właściwości mechanicznych. Próbki te mogą być wykorzystane do wykonania zgładu. Wykonując zgłady z przedmiotów obrobionych plastycznie należy uprzednio zbadać makrostrukturę, co pozwoli na wybór miejsc charakterystycznych, jakimi mogą być fragmenty w różnym stopniu odkształcone lub takie, w których materiał nie podlegał deformacji. W przypadku badań mikrostruktury przedmiotów obrobionych cieplnie należy obserwować zarówno powierzchnię, jak i rdzeń.
Pełny oraz dokładny obraz mikrostruktury materiału dużego przedmiotu uzyskujemy poprzez wykonanie kilku zgładów, pobranych z różnych miejsc. W przypadku analizowania przyczyn zniszczenia części maszyny należy wykonać zgłady metalograficzne z miejsca w pobliżu zniszczenia oraz z obszaru oddalonego od miejsca zniszczenia w celu porównania ewentualnych różnic występujących w budowie materiału.

## Opis etapów przygotowywania zgładu

### Pobranie próbki
Próbki do badań mikroskopowych pobiera się z miejsc, w których zaobserwowano pęknięcia, podejrzewa się wady materiału lub w których doszło do zniszczeń elementów konstrukcyjnych maszyn. Nie można dopuścić do lokalnego przegrzania próbki, bo mogłoby to zmienić miejscową mikrostrukturę materiału (i w konsekwencji zafałszować wyniki badań). Z przedmiotów bardzo dużych można uzyskać próbki wstępne do badań za pomocą palnika gazowego lub łuku elektrycznego. W celu uniknięcia wpływu ciepła wydzielającego się przy cięciu palnikiem lub łukiem elektrycznym próbki należy wyciąć w odległości co najmniej 50 mm od miejsca, w którym chcemy wykonać zgład metalograficzny. Następnie wycina się je za pomocą pił ręcznych oraz specjalnych przecinarek do wycinania próbek. W zależności od kierunku wycinania próbki wyróżniamy zgłady: podłużne, poprzeczne i ukośne. Przy wybieraniu miejsca i techniki pobierania należy uwzględnić m.in. budowę i warunki eksploatacji maszyny oraz technologię wytworzenia elementu. Optymalna powierzchnia próbki to 1–3 cm2.

### Inkludowanie
Polega na zatopieniu próbki w żywicy. Inkludowaniu poddaje się próbki: o nieregularnych kształtach, małe (o powierzchni poniżej 1 cm2), z materiałów poddanych wcześniej powierzchniowej obróbce cieplnej lub pokrytych powłokami ochronnymi. W przypadku próbek tworzyw termoutwardzalnych, w celu uniknięcia ich przegrzania, stosuje się żywice chemoutwardzalne.

### Szlifowanie i polerowanie
Próbkę szlifuje się najpierw na tarczach szlifierskich lub papierze ściernym, nie dopuszczając do przegrzania zatopionej próbki. Przy zmianie gradacji ziarna z większej na mniejszą należy zmienić kierunek szlifowania o 90°. Następnie, w celu uzyskania zwierciadlanej powierzchni, próbkę poleruje się mechanicznie lub elektrolitycznie. Polerowanie mechaniczne wykonuje się za pomocą obrotowych tarcz obciągniętych filcem zwilżonym zawiesiną diamentów, tlenków glinu lub żelaza.

### Trawienie
Stosowane w celu ujawnienia mikrostruktury stopów. Może być wykonywane chemicznie lub elektrolitycznie. W tym procesie wykorzystuje się różnice w tempie roztwarzania się poszczególnych faz lub ich barwienie w wyniku utleniania. Parametry, takie jak skład chemiczny odczynnika, czas trawienia czy temperaturę dobiera się w zależności od celu badania.
Jeśli celem badania jest ustalenie rodzaju, ułożenia, liczby tzw. wtrąceń niemetalicznych w stali albo wydzieleń grafitu w żeliwie lub zastosowano polerowanie elektrolityczne z obniżeniem napięcia pod koniec procesu, ten etap jest pomijany.